# Џенифер Брејди
Џенифер Брејди (енгл. Jennifer Brady; рођена 12. априла 1995) америчка је тенисерка. Најбољи пласман на ВТА листи у синглу јој је 13. место на ком је била у фебруару 2021. Највећи успех на гренд слемовима јој је финале Отвореног првенства Аустралије 2021.

## Финала гренд слем турнира (1)

### Појединачно (1)
| Исход  | Година | Турнир                        | Противница у финалу | Резултат |
| Финале | 2021   | Отворено првенство Аустралије | Наоми Осака         | 4:6, 3:6 |